# Скибский, Ян Витальевич
Ян Витальевич Скибский (бел. Ян Віталевіч Скібскі; род. 25 декабря 2002, Чашники, Витебская область) — белорусский футболист, полузащитник клуба «Витебск» и молодёжной сборной Беларуси.

## Клубная карьера

### «Витебск»

#### Начало карьеры
Воспитанник футбольный академии «Витебска». В 2016 году футболист в составе витебского клуба выступал в детско-юношеском чемпионате Беларуси. В сезоне 2019 года футболист стал выступать за дублирующий состав клуба. В конце сезона 2020 года футболист стал подтягиваться к матчам с основной командой клуба. Дебютировал за клуб футболист 22 ноября 2020 года в матче против столичного «Минска», выйдя на поле в стартовом составе. В начале следующего сезона 2021 года футболист футболист тренировался в основной командой клуба, однако продолжал выступать за дублирующий состав. Первый матч в сезоне футболист сыграл 23 июня 2021 года в рамках Кубка Беларуси против «Смолевичей», выйдя на поле в стартовом составе. Затем с августа 2021 года футболист стал получать больше игровой практики, выходя на поле преимущественно со скамейки запасных.

#### Сезон 2022
В феврале 2022 года футболист продлил контракт с витебским клубом. Новый сезон футболист начал 6 марта 2022 года с четвертьфинального матча Кубка Беларуси против брестского «Динамо», выйдя на замену на 68 минуте. Первый матч в чемпионате футболист сыграл 19 марта 2022 года против «Энергетика-БГУ», выйдя на замену на 67 минуте. Первым результативным действием за клуб футболист отличился 13 мая 2022 года в матче против «Гомеля», отдав голевую передачу. Дебютный гол за клуб футболист забил 29 октября 2022 года в матче против брестского «Динамо», также отличившись результативной передачей. На протяжении сезона футболист был в клубе одним из основных игроков, отличившись забитым голом и 3 результативными передачами. По итогу сезона футболист вместе с клубом завершили чемпионат на итоговом предпоследнем месте, вылетев в Первую лигу.

#### Сезон 2023
В декабре 2022 года футболист приступил к подготовке к новому сезону с основной командой витебского клуба. Также вскоре появилась информация, что к футболисту проявляется интерес со стороны «Ислочи». Новый сезон футболист начал 5 марта 2023 года с четвертьфинального матча Кубка Беларуси против гродненского «Немана», выйдя на поле в стартовом составе в роли капитана клуба. Первый матч в чемпионате футболист сыграл 8 апреля 2023 года против «Жодино-Южного», выйдя на поле в стартовом составе. Первый гол в сезоне футболист забил 10 июня 2023 года в матче против «Островца». На протяжении сезона футболист был в клубе ключевым игроком, отличившись 2 забитыми голами и 9 результативными передачами. По итогу сезона футболист вместе с клубом стал бронзовым призёром Первой лиги, отправившись в стыковые матчи за право получить повышение в Высшую лигу. По итогу стыковых матчей футболист вместе с клубом победил «Энергетик-БГУ» и получил повышение в классе.

#### Сезон 2024
В декабре 2023 года футболист подписал с витебским клубом новый двухлетний контракт. В январе 2024 года пресс-служба витебского клуба официально объявила о продлении контракта с футболистом. Новый сезон футболист начал 3 марта 2024 года с четвертьфинального матча Кубка Беларуси против «Ислочи», выйдя на поле в стартовом составе. Первый матч в чемпионате футболист сыграл 17 марта 2024 года против солигорского «Шахтёра», выйдя на поле в стартовом составе. Первым в сезоне забитым голом футболист отличился 12 апреля 2024 года в матче против «Слуцка».

## Карьера в сборной
В феврале 2021 года футболист получил вызов в молодёжную сборную Беларуси. Дебютировал за сборную футболист 29 марта 2021 года в товарищеском матче против сборной Грузии. В марте 2023 года футболист в составе сборной отправился на квалификационные матчи молодёжного чемпионата Европы.